# فرودگاه شهری اریکسون
فرودگاه شهری اریکسون (به انگلیسی: Erickson Municipal Airport) یک فرودگاه همگانی است که یک باند فرود آسفالت دارد و طول باند آن ۹۱۴ متر است. این فرودگاه در کشور کانادا قرار دارد و در ارتفاع ۶۴۴ متری از سطح دریا واقع شده است.